# 奇加特山
46°43′12″N 11°3′36″E / 46.72000°N 11.06000°E

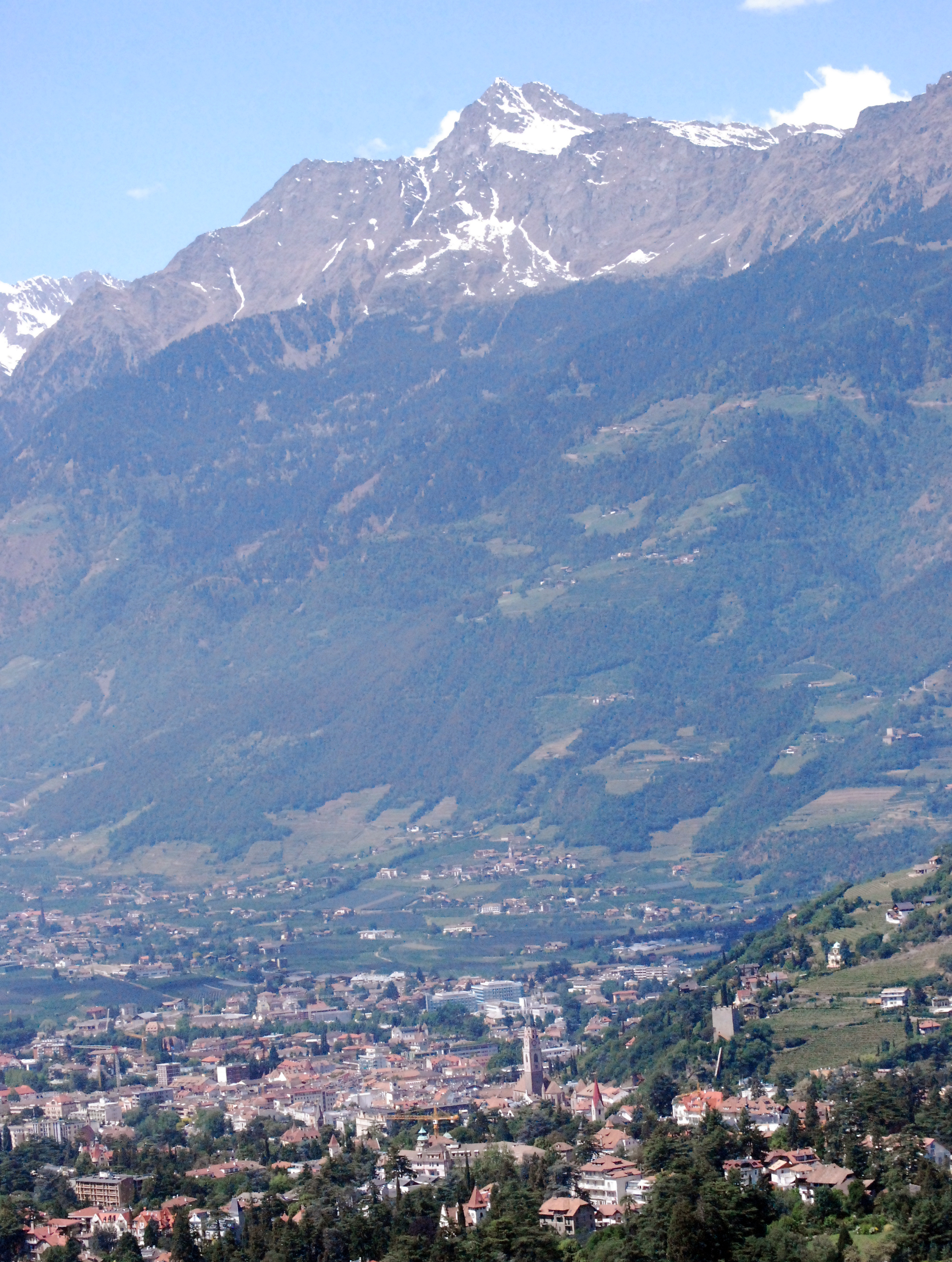

奇加特山（義大利語：Tschigat），是意大利的山峰，位於該國東北部，由博爾扎諾-南蒂羅爾自治省負責管轄，屬於奧茨塔爾阿爾卑斯山脈的一部分，海拔高度2,998米，每年平均降雨量1,426毫米，人類在1893年首次登頂。